# فاماتینا
فاماتینا (به اسپانیایی: Famatina) یک منطقهٔ مسکونی در آرژانتین است که در استان لا ریوخا، آرژانتین واقع شده‌است. فاماتینا ۶٬۳۷۱ نفر جمعیت دارد.